# Sega Mega Drive Ultimate Collection
Sega Mega Drive Ultimate Collection (pubblicato in Nord America con il titolo Sonic's Ultimate Genesis Collection) è un videogioco compilation sviluppato da Backbone Entertainment e pubblicato da Sega per PlayStation 3 e Xbox 360 nel febbraio 2009. La raccolta presenta 40 giochi di diversi generi usciti precedentemente su Sega Mega Drive tra il 1989 e il 1996, in aggiunta a 9 titoli distribuiti nelle sale giochi. Si tratta di una sorta di sequel del videogioco Sega Mega Drive Collection, uscito nel 2006 per PlayStation 2 e PlayStation Portable. Tra la fine del 2010 e l'inizio del 2011 sono uscite quattro ulteriori compilation divise in volumi denominate Sega Mega Drive Classic Collection e sempre nel 2011 è stata distribuita una raccolta definitiva che include tutti e quattro i volumi, Sega Mega Drive Classic Collection Gold Edition; le cinque raccolte sono state rese disponibili per Microsoft Windows.

## Modalità di gioco
Sega Mega Drive Ultimate Collection presenta 40 giochi completi in un'unica unità di vendita al dettaglio. I titoli disponibili sono quasi tutti quelli già visti in Sega Mega Drive Collection, fatta eccezione per Ecco Jr., Sword of Vermilion, Virtua Fighter 2, Future Spy, Tac/Scan, Zektor, Astro Blaster, Eliminator, Space Fury e Super Zaxxon. Shadow Dancer: The Secret of Shinobi non è presente in quanto è stato bandito dal BPjM in Germania negli anni '90 finendo per vietarne la vendita. Tale gioco era stato inoltre rimosso dalla versione europea di Sega Mega Drive Collection per il medesimo motivo.
Tutti i giochi sono conversioni delle loro versioni originali uscite su Sega Mega Drive. Ogni titolo è giocabile anche in alta definizione fino a 720p, inoltre attraverso l'uso di un filtro visivo opzionale, la grafica può essere depixellata. Ogni titolo è fornito di tre salvastato che i giocatori possono utilizzare per salvare i progressi dei rispettivi giochi in qualsiasi momento e quindi caricare la partita da quel punto preciso. Sono anche disponibili delle opzioni che consentono di regolare il livello del volume del sonoro, della musica e degli effetti. Inoltre sono presenti delle interviste sbloccabili svolte a Sega of Japan, un museo contenente le descrizioni dei singoli giochi, la loro storia, consigli strategici per il gameplay, curiosità, le illustrazioni delle copertine, le scansioni delle cartucce e una serie di titoli arcade e Sega Master System, quest'ultimi sbloccabili completando determinati obiettivi nella versione Xbox 360 e ottenendo dei trofei in quella per PlayStation 3. Il gioco offre una modalità multiplayer ma esclusivamente offline e non è stata implementata la Lock-on Technology che permetteva di collegare tra loro i tre capitoli della serie di Sonic the Hedgehog con Sonic & Knuckles. Secondo Ethan Einhorn, il producer di questa raccolta, Blue Sphere, Knuckles in Sonic 2 e Sonic 3 & Knuckles non sono stati inclusi per via dei tempi di sviluppo ristretti, inoltre la loro inclusione avrebbe significato eliminare del tutto diversi titoli della compilation, in particolare i nove giochi sbloccabili poiché richiedevano tutti soluzioni di emulazione uniche.

## Giochi disponibili
Qui di seguito sono elencati i titoli che sono inizialmente disponibili:
- Alex Kidd in the Enchanted Castle
- Alien Storm
- Altered Beast
- The Story of Thor[N 1]
- Bonanza Bros.
- Columns
- Comix Zone
- Decap Attack
- Dr. Robotnik's Mean Bean Machine
- Dynamite Headdy
- Ecco the Dolphin
- Ecco: The Tides of Time
- ESWAT: City under Siege
- Fatal Labyrinth
- Flicky
- Gain Ground
- Golden Axe
- Golden Axe II
- Golden Axe III
- Kid Chameleon
- Phantasy Star II
- Phantasy Star III: Generations of Doom
- Phantasy Star IV: The End of the Millennium
- Ristar
- Shining Force
- Shining Force II: Ancient Sealing
- Shining in the Darkness
- Shinobi III: Return of the Ninja Master
- Sonic & Knuckles
- Sonic the Hedgehog
- Sonic the Hedgehog 2
- Sonic the Hedgehog 3
- Sonic 3D: Flickies' Island
- Sonic Spinball
- Streets of Rage
- Streets of Rage 2
- Streets of Rage 3
- Super Thunder Blade
- Vectorman
- Vectorman 2

Qua di seguito invece i titoli sbloccabili:
- Alien Syndrome - versione arcade
- Altered Beast - versione arcade
- Tip Top[N 2] - versione arcade
- Fantasy Zone - versione arcade
- Golden Axe Warrior - versione Sega Master System
- Phantasy Star - versione Sega Master System
- Shinobi - versione arcade
- Space Harrier - versione arcade
- Zaxxon - versione arcade

## Edizione speciale
Per il solo mercato australiano è stata commercializzata un'edizione limitata contenente il gioco regolare assieme a un vinile blu con 6 brani musicali tratti dalle colonne sonore di alcuni titoli della raccolta.

## Sequel
Tra la fine del 2010 e l'inizio del 2011 sono uscite quattro ulteriori compilation divise in volumi denominate Sega Mega Drive Classic Collection. Il primo volume è stato reso disponibile nel settembre 2010, il secondo ad ottobre 2010, il terzo a novembre 2010 mentre il quarto nonché ultimo a gennaio 2011; i singoli volumi sono stati pubblicati esclusivamente in Europa e Australia. A marzo 2011 è stata pubblicata una raccolta definitiva che include tutti e quattro i volumi, la quale si intitola Sega Mega Drive Classic Collection Gold Edition (Sega Genesis Classic Collection Gold Edition in Nord America). Tutte le compilation sono state rese disponibili per Microsoft Windows.

## Accoglienza
| Testata                            | Versione | Giudizio |
| ---------------------------------- | -------- | -------- |
| Metacritic (media al 03-10-2023)   | PS3      | 80/100   |
| Metacritic (media al 03-10-2023)   | X360     | 79/100   |
| GameRankings (media al 09-12-2019) | PS3      | 81.13%   |
| GameRankings (media al 09-12-2019) | X360     | 81.64%   |
| Eurogamer                          | -        | 7/10     |
| IGN                                | -        | 9/10     |
| VideoGamer.com                     | -        | 8/10     |
| Multiplayer.it                     | PS3      | 7.9/10   |
| SpazioGames.it                     | -        | 8/10     |
| Play Generation                    | PS3      | 80/100   |

Le recensioni riguardanti Sega Mega Drive Ultimate Collection si sono rivelate per la maggior parte positive; sull'aggregatore di recensioni Metacritic ha un punteggio dell'80% per la versione per PlayStation 3 e del 79% per quella Xbox 360 mentre su GameRankings ha l'81.13% per la versione per PlayStation 3 e l'81.64% per quella per Xbox 360. Simon Parkin di Eurogamer definì la raccolta adatta per due differenti tipi di pubblico: il fan occasionale che voleva molti contenuti a un prezzo esiguo e l'appassionato sfegatato che vuole un fan service raffinato, preciso e concentrato, funzionando meglio per la prima categoria e meno per la seconda. Secondo Parkin la raccolta offriva una panoramica economica e allegra di molte gemme del Mega Drive, presentando un rapporto qualità-prezzo di gran lunga migliore rispetto ai servizi di download ufficiali come PlayStation Network, Xbox Live e WiiWare ma mancava della riverenza e della raffinatezza che lo avrebbero reso un acquisto essenziale per i devoti di Sega. Greg Miller di IGN criticò l'assenza di alcuni giochi che avevano caratterizzato Sega durante la sua epoca d'oro e la mancanza del multiplayer online, ma nessuno di questi difetti era così importante da dover tenere lontani i fan di Sega da questo gioco, che era comunque una raccolta eccezionale con molti contenuti sbloccabili. Tom Orry di VideoGamer.com considerò il rapporto qualità-prezzo superiore rispetto a qualsiasi servizio di download offerto dalle console moderne, ma risultava difficile trovare delle migliorie, inoltre vide come difetti l'assenza dell'inclusione di Sonic 3 & Knuckles e della versione giapponese di Streets of Rage 3, più bilanciata in termini di difficoltà, e del multiplayer online, sostenendo che sarebbe stato grandioso se Backbone fosse riuscita a includere tale funzionalità anche solo per una manciata di titoli.
Matteo Santicchia di Multiplayer.it trattò la versione per PlayStation 3, reputando che fosse una raccolta che riusciva ad avvicinare alle vecchie glorie del passato l'utenza più giovane che per motivi anagrafici non conoscevano e non avevano toccato in alcun modo alcune delle perle dell'epoca 16 bit. Tramite una visione nostalgica, Sega Mega Drive Ultimate Collection era un'occasione assolutamente irrinunciabile per giocare con vecchi classici, tuttavia erano assenti alcuni titoli che ci si sarebbe aspettati di vedere, in favore di un catalogo completissimo, più per quantità che per qualità. Santicchia apprezzò la presenza delle opzioni grafiche, da lui definite utili e funzionali, che rendevano più "digeribili" ai televisori moderni le "vetuste" immagini in bassa risoluzione dell'epoca. In conclusione era un buon prodotto con degli ottimi extra storici e con una discreta lista di titoli disponibili ad un prezzo budget, anche se avrebbe potuto essere qualcosa di più.
Un redattore di SpazioGames.it gradì la varietà di giochi di diverso genere e il multiplayer in locale che aumentava oltremodo la sua lunghezza. Nel complesso la giocabilità era soddisfacente poiché i tasti erano ben configurati e potevano essere riassegnati a piacimento tuttavia non era presente nessuna modalità online, il che era giustificabile in quanto i programmatori avrebbero dovuto modificare in modo significativo ogni gioco riproposto con il codice originale. Sebbene il menu di selezione fosse stato tradotto in italiano, i testi dei singoli giochi rimanevano in inglese, "difetto" che era risibile per la maggior parte dei titoli proposti, fatta eccezione per i quattro Phantasy Star che avrebbero potuto dare alcuni problemi a chi non conosceva la lingua. La parte tecnica non poteva e non voleva reggere il confronto con le prodezze tridimensionali contemporanee ma nonostante ciò molti titoli della raccolta erano in grado di competere con i giochi attuali per carisma e divertimento offerto. Tommaso Alisonno di Gamesurf trovò la compilation incentrata prevalentemente sui giochi di Sonic ed altre serie complete di picchiaduro e JRPG, oltre a qualche titolo extra molto importante nella storia della console a 16 bit di Sega, tuttavia erano assenti tutti i titoli su licenza. La modalità grafica "smussata" era molto gradevole in determinati contesti, sebbene a volte risultasse un po' troppo sfocata in altri. Tuttavia, era possibile risolvere facilmente questo problema passando alla modalità grafica tradizionale in qualsiasi momento. La qualità dei titoli era indiscutibile anche se era ovvio che la raccolta fosse indirizzata soprattutto ai nostalgici.
La rivista Play Generation diede alla versione per PlayStation 3 un punteggio di 80/100, considerandola "una raccolta ricca di tesori, molti dei quali ancora divertentissimi nonostante i "pixelloni". Furono trovati come pregi la presenza di quaranta classici ancora molto divertenti nonostante l'età, il supporto ai trofei e la presenza di tanti extra ma come contro il fatto che i giochi non rendessero bene in alta definizione ed il filtro grafico che non si rivelava molto efficace. La stessa testata la classificò come una delle quattro migliori raccolte di classici in alta definizione. Alan Pritchard, l'allora vicepresidente esecutivo delle vendite e del marketing di Sega Europe, rivelò in un'intervista svolta da Game Informer negli ultimi mesi del 2010 che Sega Mega Drive Ultimate Collection aveva goduto di un ottimo successo di vendite.